# Точні науки

Точні науки — галузі науки, в яких вивчають кількісно точні закономірності і використовують строгі методи перевірки гіпотез, засновані на відтворюваних експериментах та строгих логічних міркуваннях. До точних наук прийнято зараховувати математику, інформатику, фізику, хімію, а також деякі розділи біології, психології та суспільствознавства. До точних наук також належить ряд географічних наук, які широко використовують математичний метод, зокрема картографія, топографія, геодезія, землезнавство, геоморфологія, тощо.
Точні науки, як правило, протиставляють гуманітарним наукам та суспільним наукам.